# 星ひで樹
星 ひで樹（ほし ひでき、1965年-）は、ガーデンデザインを主体とした日本の空間デザイナー。本名は星 秀樹。A型、身長174センチメートル。東京都町田市出身。株式会社HMG Planning Office 代表。
ランドスケープから落とし込んだデザインは、ナチュラルな感じから、近代的モダンな感じまで全てを手掛ける。里山風景、子供のころに感じた、野山を駆け巡った時の風が頬をすり抜ける感じや雲の動きを寝転びながら見ている様など、想い出をデザインに織り込む世界観を展開している。　
デザインを身近に感じてもらうべく各地でセミナーや講演活動を行っている。

## 活動

### 教育
- 学生指導で大学や専門学校で非常勤講師を行ってる。
- ハウスメーカー・工務店・ガーデンデザイン店などにデザイナー育成講座を行っている。

### セミナー・講演
- 「デザインには理由が無いといけない」・「デザインを図形と言う方程式で解いていこう」、「真のガーデンデザインとは？」、「デザインには驚くべき真実が隠されている」など全国で講演・セミナーをしている。

### 啓蒙
- 専門団体の役員

## デザイン
一般家庭、ランドスケープ、一般企業、さまざまな分野でデザインをしている。動線のコントロール方法に心理学を応用。

## 主な賞歴
- ［ビズ」ガーデンデザインコンテスト - 優秀賞
- ジャパンガーデニングフェアー2005　ガーデンデザイン部門 - 銀賞
- ジャパンガーデニングフェアー2006　ガーデンデザイン部門 - 入賞
- ジャパンガーデニングフェアー学生部門（学生指導にて） - 金賞
- 丸の内　ガーデンジュエリー - 入賞
- 丸の内　ガーデンコンテスト　一般部門　学生指導にて - 奨励賞

## 執筆
- 星ひで樹著「星ひで樹のもっと素敵にエクステリア＆ガーデン」ヘーベリアン倶楽部事務局（VOL35〜37）2011年
- 星ひで樹著「ガーデニング講座」発行アイエクス編集(有)スズキデザインワークス208年〜
- 星ひで樹著他「美しい庭」発行エフジー武蔵2006年
- 星ひで樹著他「手作りで愉しむガーデンリビング入門」株式会社学習研究所　2006年
- 星ひで樹著「もっと素敵にマイガーデン」(株)読売情報開発　2007年